# Senza un attimo di tregua
Senza un attimo di tregua (Point Blank) è un film del 1967, diretto da John Boorman, tratto dal romanzo Anonima carogne (The Hunter) di Richard Stark, pseudonimo di Donald E. Westlake.
La stessa trama ha poi ispirato il film del 1999 Payback - La rivincita di Porter di Brian Helgeland. Lo stesso personaggio della serie letteraria appare anche nel film Parker del 2013.
Nel 2016 venne scelto per la conservazione nel National Film Registry della Biblioteca del Congresso negli Stati Uniti.

## Trama
Walker lavora con il suo amico Mal Reese per rubare una grande quantità di denaro da un corriere che trasporta i soldi di un'attività clandestina legata al gioco d'azzardo, che ha come punto d'approdo una deserta isola di Alcatraz. Reese poi tradisce Walker, gli spara e lo crede morto. Reese coinvolge nel tradimento anche la moglie di Walker, Lynne. Walker si rimette in sesto. Con l'aiuto del misterioso Yost, che sembra sapere tutto su tutti, Walker si dà da fare per trovare Reese, vendicarsi di lui e recuperare i 93.000 dollari che gli deve, ma Reese ha utilizzato tutti i soldi del furto per pagare un debito a un sindacato della criminalità chiamato "L'organizzazione" e tornare così nelle sue grazie.
Ricordando i tempi felici insieme, Walker va a Los Angeles per vendicarsi della moglie e del suo migliore amico per il loro tradimento. Quando incontra Lynne la trova mentalmente disturbata: lei dice che non vuole più vivere e si ammazza con un'overdose di pillole. A Walker viene detto che un concessionario di automobili di nome Stegman potrebbe sapere dove trovare Reese. Così decide di portare Stegman a fare un "giro" con una delle sue nuove automobili, terrorizzandolo finché questi rivela dove Reese vive. Stegman gli riferisce che Reese ha preso la cognata di Walker, Chris.
Irrompendo da Chris e parlandole, capisce che effettivamente lei disprezza Reese e che considera Walker la cosa migliore che sia mai accaduta a sua sorella. Volendolo aiutare in qualche modo, Chris accetta di andare a letto con Reese in modo da accedere al suo appartamento protetto e consentire a Walker di entrare. Walker crea un diversivo che gli consente di entrare nell'appartamento. Con una pistola alla testa di Reese, Walker lo convince a comunicare i nomi dei suoi superiori dell'Organizzazione - Carter, Brewster e Fairfax - in modo da trovare qualcuno che rimborsi i suoi 93.000 dollari; quando un bodyguard entra all'improvviso, Walker indietreggia per nascondersi con Reese sul balcone, ma nella fretta Reese cade sul marciapiede.
Walker rintraccia - sempre con l'aiuto di Yost - i tre nomi per riavere i suoi soldi; il primo è Carter, che tenta di incastrarlo con la complicità di Stegman, ma Walker sospetta la trappola e il killer assoldato spara ai due; la valigia che Carter ha portato contiene carta, costringendo Walker a continuare la caccia. Intanto l'Organizzazione si muove e mette a soqquadro la casa di Chris; Walker la porta in una casa appartenente a Brewster, il bersaglio successivo, grazie alle informazioni di Yost; i due sono tesi e litigano, ma poi si riappacificano e fanno l'amore.
Walker avvicina Brewster con un ultimatum: pagargli i 93.000 $ o unirsi a Carter; anche Brewster tenta di fare il doppio gioco, ma anche stavolta Walker prende delle precauzioni; la vera sorpresa è l'apparizione di Yost, che sostiene di essere lui il vero assassino di Carter e Stegman. Brewster resta di sasso ma riesce a rivelare a Walker che Yost è in realtà Fairfax, il terzo uomo dell'Organizzazione. Fairfax/Yost uccide Brewster ma non agisce contro Walker, spiegando che ha colto l'occasione per liberarsi di due sottoposti ingombranti e pericolosi. Fairfax propone a Walker di lavorare insieme, ma quest'ultimo non risponde e scompare nell'ombra. 